# Joakim Oldorff
Joakim Oldorff (14 de diciembre de 2002) es un deportista finlandés que compite en bádminton, en la modalidad individual. Ganó una medalla de bronce en el Campeonato Europeo de Bádminton de 2024, en su especialidad.

## Palmarés internacional
| Campeonato Europeo | Campeonato Europeo     | Campeonato Europeo | Campeonato Europeo |
| Año                | Lugar                  | Medalla            | Prueba             |
| ------------------ | ---------------------- | ------------------ | ------------------ |
| 2024               | Saarbrücken (Alemania) | Medalla de bronce  | Individual         |